# Örendibi
Koordinaten: 36° 34′ 54,4″ N, 34° 4′ 25,5″ O

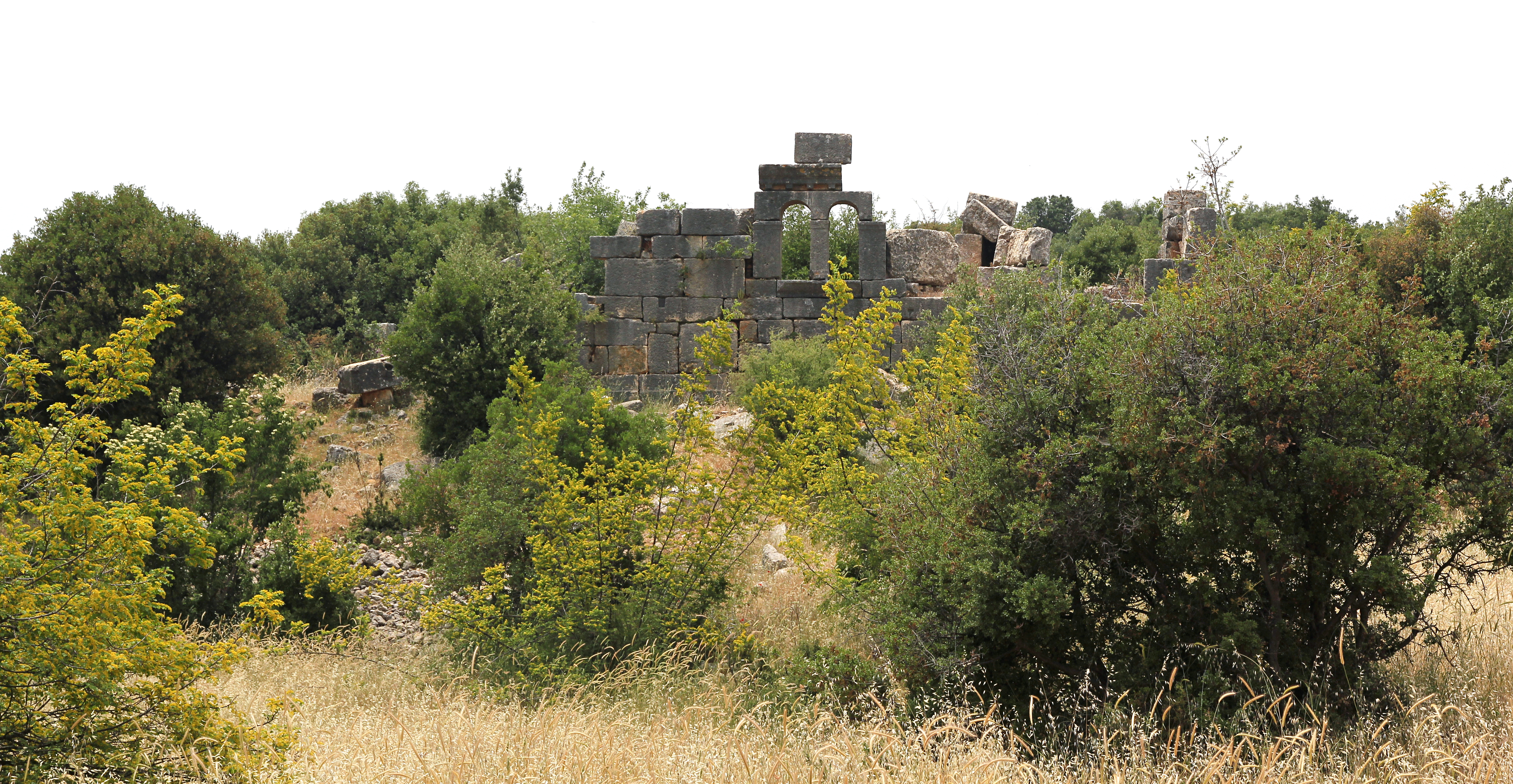
Kirche in Örendibi von Osten

Örendibi ist der Name einer Flur im südtürkischen Dorf Sömek, in der die Reste eines antiken Gutshofes und einer Kirche liegen. Der Hof war etwa von der römischen Epoche bis in frühbyzantinische Zeit in Benutzung.

## Lage
Örendibi liegt auf einem niedrigen Hügel etwa einen Kilometer südlich des Ortszentrums von Sömek im Bezirk Silifke der türkischen Provinz Mersin. Durch Sömek führt die Verbindungsstraße von Limonlu, dem antiken Ort Lamos, am Mittelmeer nach Cambazlı und weiter nach Uzuncaburç, dem antiken Olba. Die Straße folgt ungefähr den antiken Wegverbindungen. Der Hof ist etwa 14 Kilometer von der Küste entfernt. Das Gebiet zwischen den Flüssen Kalykadnos, heute Göksu, im Westen und Lamos, heute Limonlu, im Osten bildete im Altertum den östlichen Teil des Rauen Kilikien.

## Beschreibung
Aufgrund des schlechten Erhaltungszustands und des starken Bewuchses im Gelände sind die einzelnen Gebäude nur schwer zu identifizieren. Der eigentliche Hof bestand aus  einer ummauerten Fläche von 25 × 24 Metern. Die Mauern bestehen aus polygonalen Steinen, sie umfassten verschiedene, nicht genauer zu definierende Gebäude. Außerhalb wurden eine gekuppelte Zisterne gefunden, ein Rundaltar und Tank, in dem das vor Ort produzierte Olivenöl gelagert wurde. An den Ausläufern des Hügels, auf dem das Gut liegt, sind noch die Reste von verschiedenen anderen, wohl auch zum Hof gehörigen Gebäuden zu sehen. Zum Gutshof gehört auch eine dreischiffige Kirche, die die typischen Merkmale der Kirchen im östlichen rauen Kilikien zeigt. Zwei Sarkophage mit Tabula ansata sowie drei Chamosorien, die in der Nähe gefunden wurden, entstammen vermutlich dem späten 2. oder frühen 3. Jahrhundert n. Chr., wie sich aus Vergleichen mit in Korykos gefundenen Exemplaren ergibt. Da in anderen Gutshöfen der Gegend wie in Gökkale und Karakabaklı an diesen Grabstätten christliche Nachnutzung durch Kreuzsymbole und entsprechende Inschriften nachgewiesen werden konnten, kann angenommen werden, dass die in römischer Zeit entstandenen Gebäude mindestens bis ins 4. Jahrhundert, also in frühbyzantinischer Zeit, weitergenutzt wurden. In Örendibi wurde auch ein Türsturz mit den Symbolen des Blitzbündels, eines Schildes und daneben einer Menorah gefunden. Die ersteren beiden gehören zu den in der Umgebung bekannten olbischen Zeichen, die seit hellenistischer Zeit zahlreich auftauchen. Die Menorah deutet auf das Vorhandensein einer jüdischen Gemeinde hin, die hier friedlich neben den anderen Glaubensgemeinschaften existierte.

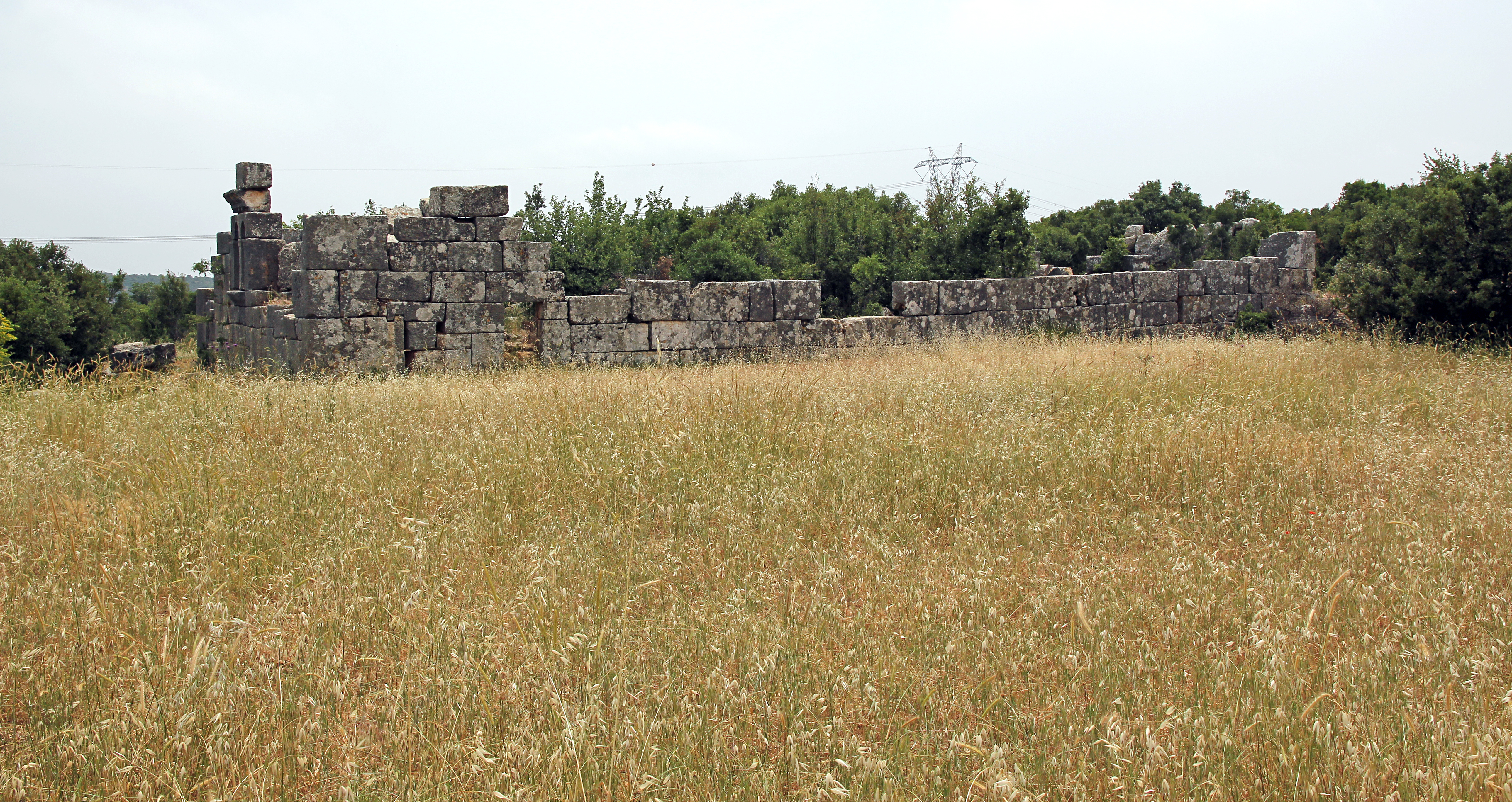
Kirche von Norden
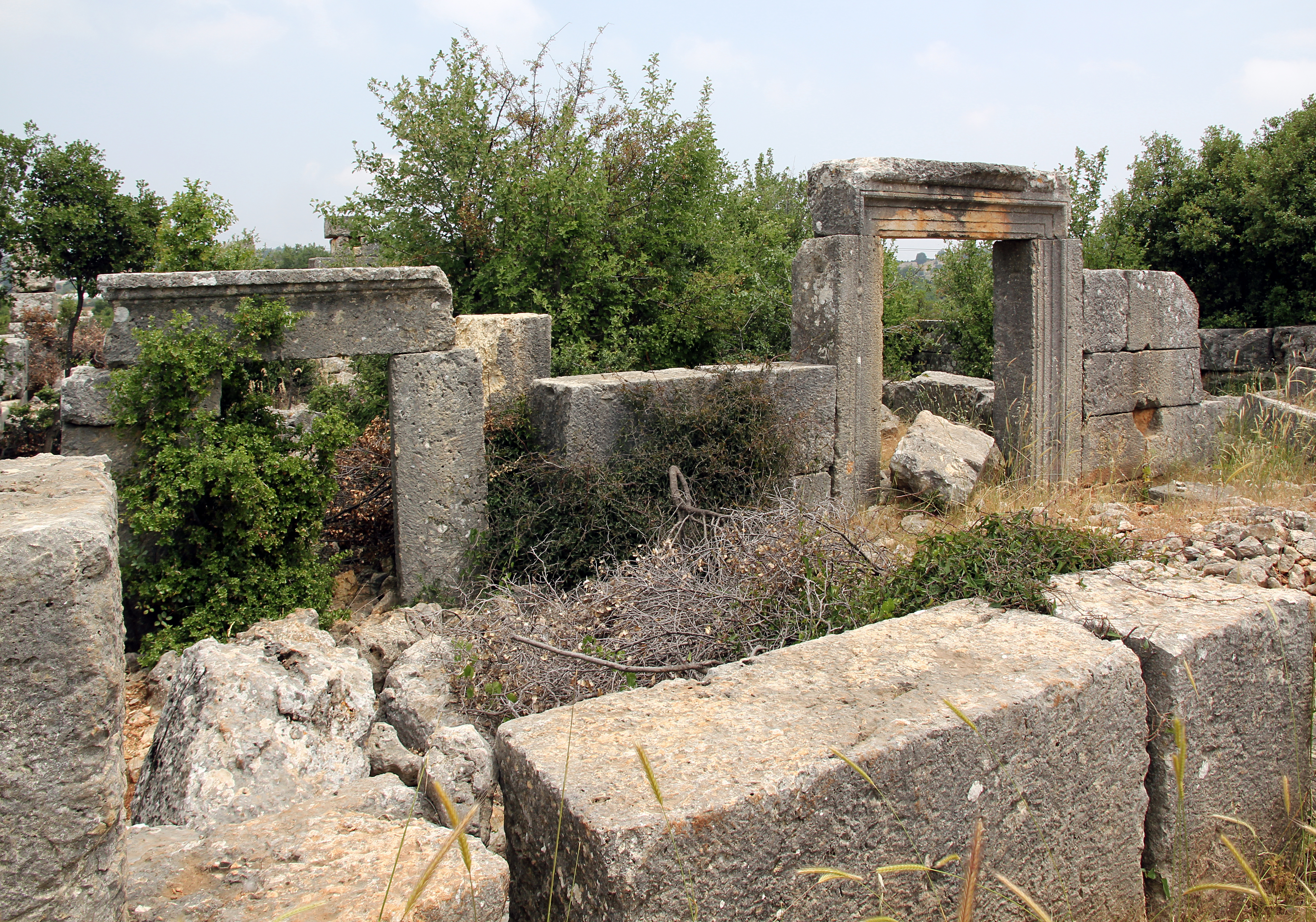
Westseite der Kirche mit Narthex
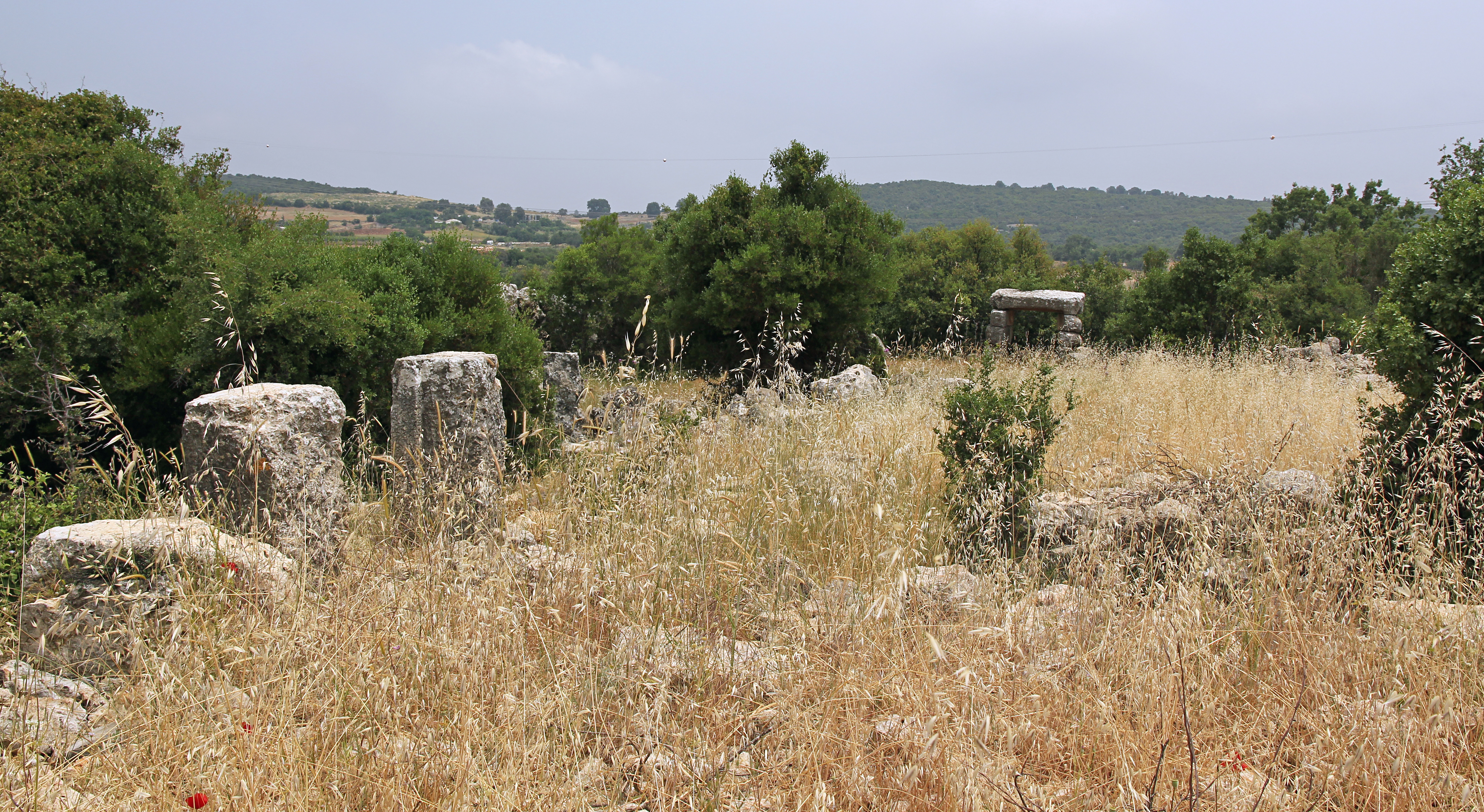
Gebäudereste in der Umgebung